# Slaughterhouse (grupo)
Slaughterhouse é um grupo de Hip Hop composta por rappers Crooked I, Joe Budden, Joell Ortiz e Royce da 5'9". Eles atualmente assinaram contrato com  Shady Records e Interscope. Eles lançaram dois álbuns de estúdio como um grupo, o Slaughterhouse lançado de forma independente e Welcome to: Our House já apoiados pela gravadora Shady Records.

## História

### 2008: Começo
O grupo formado no final de 2008 depois que Crooked, Joell Ortiz, Royce Da 5'9", e Joe Budden apareceu na música" Slaughterhouse "do álbum de Joe Budden Halfway House. Eles decidiram formar um grupo, menos Joe Budden, e nomeou o grupo após a canção. Os membros do slaughterhouse todos compartilham um certo grau de controvérsia desde seu passado na indústria da música. Todos os quatro homens aborda estas questões no "Move On" música Slaughterhouse, informando todos os entrevistadores por aí que seu passado está por trás deles e que as questões relativas a esses eventos não são relevantes.

### 2009 - 2010: Álbum de estréia
Seu auto-intitulado álbum de estreia foi lançado em 11 de agosto de 2009, sobre E1 Music. O álbum foi supostamente gravado durante um período de seis dias no início de junho. O álbum conta com produção do Focus, The Alchemist, DJ Khalil, StreetRunner e Mr. Porter (Kon Artis) do D12. Em 18 de junho de 2009, a única primeira rua do álbum foi lançado via conta de Joe Budden no Twitter. A pista estava "Woodstock Hood Hop" e características M.O.P. no gancho. O primeiro single oficial do álbum foi "The One". Um segundo vídeo para a canção Microphone também foi lançado no final de 2009. Um vídeo dirigido por Rik Cordero.
Seu álbum de estréia vendeu 18 mil cópias em sua primeira semana (apenas 20 mil exemplares foram enviados para lojas). A partir de 5 de setembro de 2009, o álbum vendeu 31 mil exemplares.
O grupo inicialmente planejou o segundo álbum para lançar em 2010, tentativamente nomeado por Crooked I como No Muzzle. No final de 2009, no entanto, Royce da 5'9 "confirmou conversas entre o grupo e Shady Records, afirmando que ele sentiu que seu segundo álbum deveria ser lançado em um grande rótulo.

### 2011 - 2012: 2º Álbum
O 2º Álbum de estúdio da Banda "Welcome to: Our House", conta com a produção do Premiado Rapper Eminem, tendo várias participações especiais como o próprio Eminem, Skylar Grey, Swizz Beatz, B.o.B., Busta Rhymes, entre outros.
O Álbum já tem 4 singles: Hammer Dance, Throw It Away (Feat. Swizz Beatz), Throw That (Feat. Eminem) e Our House (Feat. Skylar Grey & Eminem).